# Raionul Koreț, Rivne
Koreț (în ucraineană Корецький район, transliterat: Korețkîi raion) este un raion în regiunea Rivne, Ucraina. Reședința sa este orașul Koreț.

## Demografie
Componența lingvistică a raionului Koreț
     Ucraineană (99,17%)
     Alte limbi (0,76%)
Conform recensământului din 2001, majoritatea populației raionului Koreț era vorbitoare de ucraineană (99,17%), existând în minoritate și vorbitori de alte limbi.